# Dimethyl-tereftalát
Dimethyl-tereftalát (DMT) je organická sloučenina, diester kyseliny tereftalové a methanolu. Je to bílá pevná látka, která taje na bezbarvou kapalinu.

## Výroba

Dimethyl-tereftalát se vyrábí několika způsoby. Původní a stále komerčně využívaná je přímá esterifikace kyseliny tereftalové. Lze jej také získat střídavou oxidací a esterifikací p-xylenu a kyseliny 4-methylbenzoové.
Běžná metoda výroby DMT z p-xylenu a methanolu se skládá ze čtyř hlavních kroků: oxidace, esterifikace, destilace a krystalizace. Směs p-xylenu (PX) a kyseliny 4-methylbenzoové se oxiduje na vzduchu za přítomnosti katalyzátoru (Co/Mn). Vzniklá směs kyselin se esterifkuje methanolem za tvorby sněsi esterů. Ta se destiluje, aby byly odstraněny těžší estery a vedlejší produkty; lehčí estery jsou obnoveny v oxidační části. Surový DMT následně projde krystalizační částí, kdy se odstraní izomery DMT, zbylé kyseliny a aromatické aldehydy.
Esterifikace vzniklých kyselin methanolem při teplotě 250 °C a tlaku 2,5 MPa vede k tvorbě dimethyl-tereftalátu (DMT):
Pokud je k dispozici nepříliš čistá kyselina, lze použít přímou esterifikaci methanolem za přítomnosti o-xylenu při teplotě 250–300 °C, vzniklý DMT je pak přečištěn destilací.
C8H6O4 + 2CH3OH → C10H10O4 + 2 H2O

## Použití
DMT se používá na výrobu polyesterů jako jsou polyethylentereftalát (PET), polytrimethylentereftalát (PTT) a polybutylentereftalát (PBT). Jelikož je DMT těkavý, využívá se jako meziprodukt v některých postupech recyklace PET například z plastových lahví.
Hydrogenací DMT vzniká cyklohexandimethanol používaný jako monomer.